# Angie Bland
Angie Bland (Halle, 26 april 1984) is een Belgisch voormalig volleybalster. Ze speelde als middenaanvalster.

## Levensloop
Bland begon haar carrière bij Govok Gooik en speelde vervolgens bij VDK Gent en Dauphines Charleroi. Vanaf het seizoen 2006-'07 was ze actief in het buitenland. Dertien jaar later keerde ze terug naar België, alwaar ze actief werd bij Hermes Volley Oostende.
Ze maakt deel uit van de Belgische nationale volleybalploeg waar ze al 69 selecties verzamelde. Hiermee won ze in 2013 een bronzen medaille op het Europees kampioenschap volleybal vrouwen 2013 en zilver in de Europese volleyballeague van dat jaar. Op het Wereldkampioenschap in 2014 eindigde ze met de nationale ploeg op de 11e plaats.
Ook was ze actief in het beachvolleybal. In 2005 behaalde zij samen met Goedele Van Cauteren brons op het Belgisch kampioenschap.